# أغري بوغاز
أغري بوغاز (بالفارسية: اگری‌بوغاز) هي قرية تقع في غلستان في إيران. يقدر عدد سكانها بـ 950 نسمة بحسب إحصاء 2016.